# Svendborg Sund
Svendborg Sund är ett sund i Danmark. Det ligger i Region Syddanmark, i den södra delen av landet. Sundet ligger mellan Svendborg och ön Tåsinge.